# Looking
Looking is een Amerikaanse televisieserie van HBO. De serie volgt een groep homoseksuele vrienden in San Francisco.

## Geschiedenis
De serie van twee seizoenen liep in de Verenigde Staten van 19 januari 2014 tot 11 januari 2015 en werd afgesloten met een speciale aflevering in de vorm van een gelijknamige film die op 2 juni 2016 op een filmfestival in San Francisco in première ging en op 23 juli werd uitgezonden.

## Rolverdeling
- Jonathan Groff als Patrick Murray
- Frankie J. Álvarez als Agustín
- Murray Bartlett als Dom
- Raúl Castillo als Richie Donado
- Lauren Weedman als Doris
- Russell Tovey als Kevin Matheson
- Scott Bakula als Lynn
- O. T. Fagbenle als Frank
- Andrew Law als Owen
- Ptolemy Slocum als Hugo
- Joseph Williamson als Jon

## Afleveringen

### Eerste seizoen (2014)
1. Looking for Now
2. Looking for Uncut
3. Looking at Your Browser History
4. Looking for $220/Hour
5. Looking for the Future
6. Looking in the Mirror
7. Looking for a Plus-One
8. Looking Glass

### Tweede seizoen (2015)
1. Looking for the Promised Land
2. Looking for Results
3. Looking Top to Bottom
4. Looking Down the Road
5. Looking for Truth
6. Looking for Gordon Freeman
7. Looking for a Plot
8. Looking for Glory
9. Looking for Sanctuary
10. Looking for Home